# Representante permanente
Um Representante permanente é o chefe de uma missão diplomática em determinada organização internacional. Uma das organizações que geralmente recebem representantes permanentes são as Nações Unidas; dos quais, a grande maioria é enviada à Sede da Organização, em Nova Iorque. No entanto, os Estados membros podem eventualmente enviar representantes permanentes para os escritórios da organização em Genebra, Viena e Nairóbi. 
Os representantes permanentes podem vir a ser chamados comumente de "embaixadores"; contudo, apesar de um representante permanente tipicamente possuir o nível político de um embaixador, ele/ela é acreditado a uma organização internacional e não a uma chefia de Estado (conforme o embaixador normalmente seria) ou a uma chefia de governo (como seria no caso de um Alto Comissário junto à Commonwealth, por exemplo). 